# Nicomaco (filosofo)
Nicomaco (in greco antico: Νικόμαχος?; Stagira, ... – dopo il 322 a.C.) è stato un filosofo greco antico vissuto alla fine del IV secolo a.C., figlio di Aristotele.

## Vita
Originario di Stagira come il padre, ebbe lo stesso nome del nonno. Sappiamo che la madre di Nicomaco fu Erpillide e che, alla morte di Aristotele, il giovane Nicomaco fu affidato ad alcuni tutori, che furono poi sostituiti da Nicanore, genero di Aristotele.
Secondo la Suda fu un filosofo, allievo di Teofrasto e amante di quest'ultimo, come riporta Aristippo.
Fonti antiche indicano che Nicomaco morì in battaglia in giovane età.

## Opere
L'Etica Nicomachea, celebre raccolta aristotelica di lezioni di etica, ha questo titolo perché venne dedicata da Aristotele al figlio o forse perché fu divulgata successivamente da Nicomaco stesso. 
Sembra abbia composto un commento sulle lezioni di fisica di suo padre. Si pensa che gli antichi possano aver operato una sorta di "fusione" tra le opere etiche di Aristotele e i commenti che Nicomaco scriveva su di esse.